# Полоцкая наступательная операция
Полоцкая наступательная операция (29 июня — 4 июля 1944 года) — военная операция Красной Армии против немецких войск во время Великой Отечественной войны. Проводилась в Белоруссии с 29 июня по 4 июля 1944 года войсками 1-го Прибалтийского фронта. Является составной частью Белорусской операции.

## Состав сторон

### СССР
1-й Прибалтийский фронт (Командующий генерал армии Баграмян И. Х., начальник штаба генерал-лейтенант Курасов В. В.) в составе:
- 4-я ударная армия (генерал-лейтенант Малышев П. Ф.)
- 43-я армия (генерал-лейтенант Белобородов А. П.)
- 6-я гвардейская армия (генерал-полковник Чистяков И. М.)
- 3-я воздушная армия (генерал-лейтенант авиации Папивин Н. Ф.)

### Германия
- 16-я армия (генерал артиллерии Ханзен К.) из состава группы армий «Север»
- часть сил 3-й танковой армии (генерал-полковник Райнхардт Г.) из состава группы армий «Центр»

## Ход операции
Полоцкая наступательная операция проводилась войсками 1-го Прибалтийского фронта после успешного завершения Витебско-Оршанской наступательной операции.
Целью Полоцкой операции был разгром группировки немецких войск и освобождение Полоцка. Предусматривалось ударом по сходящимся направлениям окружить и разгромить полоцкую группировку гитлеровцев.
Советским войскам противостояли соединения 16-й армии группы армий «Север» (генерал-полковник Г. Линдеман) и часть сил немецкой 3-й танковой армии группы армий «Центр». В районе Полоцка находилось 6 немецких дивизий. Была создана оборонительная полоса «Тигр». Озёрно-болотистая местность вокруг Полоцка создавала труднопреодолимый оборонительный район. В городе был создан рубеж круговой обороны.
Главные удары советской армии наносили войска правого фланга фронта (6-я гвардейская армия) в направлении на Полоцк и левого фланга (4-я Ударная армия) в направлении на Котляны — Полоцк.
29 июня 1944 года соединения 4-й Ударной и 6-й гвардейской армий развернули наступление на Полоцк, охватывая фланги Полоцка. 30 июня была поставлена задача освободить Полоцк к концу 1 июля. К утру следующего дня соединения 6-й гвардейской армии вышли к окраинам Полоцка, а соединения 43-й армии и части 1-го танкового корпуса перерезали железную дорогу Полоцк—Молодечно и вышли на рубеж Германовичи—Докшицы. 1-й танковый корпус 29 июня освободил Ушачи, вырвался на оперативный простор и сокрушительными ударами с тыла способствовал успешному наступлению с фронта соединений 6-й гвардейской и 43-й общевойсковой армий.

## Результаты
Упорные бои за Полоцк продолжались 4 дня. К утру 4 июля город был очищен от противника. В результате Полоцкой операции войска 1-го Прибалтийского фронта овладели Полоцким узлом обороны, уничтожили 6 немецких дивизий, продвинулись за 6 суток на 120—130 км и вышли на рубеж Опса — Козьяны — озеро Нарочь.

## Награды и память
Приказом ВГК 31 соединений и военных частей, которые штурмовали город и отличились при его освобождении, были удостоены почётного наименования «Полоцких». За освобождение Полоцка более 30 советских воинов получили звание Героя Советского Союза.
На улице Гагарина в Полоцке установлен обелиск в честь войск 1-го Прибалтийского фронта. На площади Свободы в Полоцке установлен памятник воинам-освободителям. Возле шоссейной дороги на Минск в Полоцке установлен на пьедестале танк «Т-34» в память экипажа Героя Советского Союза В. Д. Халева, который первым прорвался в город.
В память о жертвах Великой Отечественной войны на левом берегу Западной Двины в 1966 году был возведён Мемориальный комплекс Курган Бессмертия, земля для которого была привезена с братских могил и полей сражений Белоруссии.
В 1971 году в Полоцке был открыт Музей боевой славы.
В память 23 воинов 8-й стрелковой роты 158-го гвардейского стрелкового полка 51-й гвардейской стрелковой дивизии под командованием гвардии лейтенанта А. М. Григорьева, которые форсировали Западную Двину и захватили плацдарм, на берегу реки, на месте боя, установлен обелиск с мраморной плитой. На ней высечены имена погибших. В память о 23-х гвардейцах в Полоцке названа также улица.
О гвардейцах взвода А. М. Григорьева Юрий Визбор написал песню «Цена жизни».